# Anne Marilo
Anne Marilo (née Anne-Marie Luthereau) née le 23 janvier 1925 à Fontenay-sous-Bois, morte le 9 avril 2010 à Pontoise, est une comédienne, aquarelliste et antiquaire française.

## Biographie
Après avoir suivi des cours de, entre autres, Charles Dullin, Fernand Ledoux et Jean-Paul Sartre, elle exerce le métier d'actrice durant 15 ans. Elle joue dans Les hommes ne pensent qu'à ça et fait du doublage dans quelques films dont L'Emprise du crime.
Comédienne, elle joue dans Du-Gu-Du, la suite de Les Branquignols de Robert Dhéry. Dans le répertoire classique, elle interprète Le Mariage de Figaro en 1948. Elle y côtoie le comédien Guy Piérauld qui deviendra son mari jusqu'au décès de Anne Marilo.
Après avoir abandonné le métier d'actrice, elle exerce ses talents d'aquarelliste et est devenue antiquaire.

## Filmographie partielle
- 1954 : Les hommes ne pensent qu'à ça de Yves Robert
- 1951 :  Juliette ou la Clé des songes de Marcel Carné

## Théâtre
- 1948 : Le Mariage de Figaro de Beaumarchais, mise en scène André Clavé, Centre dramatique de l'Est Colmar
- 1948 : Le Chariot de terre cuite de Sudraka, mise en scène André Clavé, Centre dramatique de l'Est Colmar
- 1951 : Du-Gu-Du[2], texte d'André Frédérique, mise en scène de Robert Dhéry au Théâtre La Bruyère à Paris.

## Doublage
- Russ Tamblyn - Saul : Samson et Dalila  (1949)